# Gottschalk Volenspit
Gottschalk Volenspit (* im 14. Jahrhundert; † vor August 1374) war von 1360 bis 1374 Domherr in Münster.

## Leben
Gottschalk Volenspit entstammte dem westfälischen Adelsgeschlecht Vollenspit, das zum Ritterstand gehörte. Seine genealogische Abstammung ist nicht überliefert. Er besiegelte das Kapitelstatut vom 21. September 1313 über die Präbendenvergabe nachträglich und findet als münsterischer Domherr erstmals am 19. März 1360 urkundliche Erwähnung. Er war Kanoniker im Kollegiatstift St. Andreas Köln. Mit dem Domherrn Engelbert von Blankenstein tauschte er am 14. Dezember 1367 seine münsterische Präbende gegen dessen Kantorei Huy im Bistum Lüttich. Volenspit war Sekretär des Kölner Erzbischofs Engelbert von der Mark.
Kurz vor seinem Tode wurde er Propst des Kollegiatstiftes St. Maria in Rees.